# Академія вампірів (телесеріал)
«Академія вампірів» (англ. Vampire Academy) — американський фентезійний телесеріал, заснований на однойменних романах Рішель Мід. Серіал був адаптований для Peacock Джулі Плек і Маргерет Макінтайр, а продюсований Universal Television.
Це друга адаптація серії романів, після однойменного фільму 2014 року, і служить перезапуском. У травні 2021 року компанія Peacock отримала замовлення на серіал, і протягом 2021 року оголошували про кастинг. Зйомки відбуваються в Іспанії.
У серіалі представлений акторський ансамбль на чолі з Роуз Хетевей (Сісі Стрінгер), опікуном Дампіра, що навчається, та Ліссою Драгомір (Даніела Нівес), моройською принцесою, і розповідає про їхнє життя та пригоди в Академії Святого Володимира, школі-інтернаті.
Прем’єра «Академії вампірів» відбулась 15 вересня 2022 року на Peacock.
В січні 2023 телесеріал було закрито після першого сезону.

## Акторський склад

### Основний склад
- Сісі Стрінгер — Розмарі «Роуз» Гетевей
- Даніела Нівес — Василіса «Лісса» Драгомір
- Кірон Мур — Дмитро Бєліков
- Андре Де Кім — Крістіан Озера

### Другорядний склад
- Дж. Август Річардс — Віктор Дашков
- Аніта-Джой Увадже в ролі Тетяна Фогель
- Міа МакКенна-Брюс — Мія Карп
- Ріан Бланделл — Мередіт
- Джонетта Кайзер — Соня Карп
- Ендрю Лайнер – Мейсона Ешфорда
- Лео Вудалл — Адріан Івашков

## Виробництво

### Розробка
У 2010 році компанія Preger Entertainment придбала права на зйомку серіалу «Академія вампірів» Райчел Мід. Фільм  заснований на першій книзі вийшов на екрани в США в лютому 2014 року і став касовою бомбою. Після провалу фільму Preger Entertainment запустила кампанію Indiegogo, щоб допомогти профінансувати виробництво продовження, заснованого на другому романі, Frostbite . Проте кампанія не досягла своєї мети, і проект був остаточно скасований.
У березні 2015 року Джулі Плек висловила в Твіттері бажання екранізувати книги в телесеріалі. У травні 2021 року Пікок розпочала серіал «Академія вампірів» із [[Джулія ПлекПлек і Маргеріт Макінтайр як розробниками, а також планувала стати виконавчим продюсером разом з Емілі Каммінз і Джилліан ДеФрен у рамках загальної угоди Плек з Universal Television. Дон Мерфі, Сьюзан Монтфорд і Діпак Наяр, які продюсували фільм 2014 року, також приєдналися до серіалу як виконавчі продюсери.

### Кастинг
У серпні 2021 року було визначено основний акторський склад серіалу, зокрема Сісі Стрінгер у ролі Роуз Гетевей, Даніела Нівес у ролі Лісси Драгомір, Кірон Мур у ролі Димитрія Бєлікова та Андре Дей Кім у ролі Крістіана Озери. Дж. Август Річардс, Джонетта Кайзер та Ендрю Лайнер зіграли Віктора Дашкова, Соню Карп та Мейсона Ешфорда відповідно. Аніта-Джой Уваджех приєдналася до акторського складу в ролі Тетяни Фогель, а Міа Маккенна-Брюс підписала контракт на роль Мії Карп, двох переосмислених версій персонажів із книг, Тетяни Івашкова та Міа Рінальді. Ріан Бланделл було оголошено на роль Мередіт, другорядного персонажа в книгах.

### Зйомки
Зйомки почалися в Іспанії в таких місцях, як Памплона, Оліте, Віана та Сарагоса у вересні 2021 року, як повідомили Білл Вудрафф, який режисерував пілот, і Джулі Плек.